# Середа Любов Олексіївна
Середа Любов Олексіївна (Парадієва) – радянська спортсменка,  п’ятикратна абсолютна чемпіонка СРСР з художньої гімнастики. У збірній СРСР представляла Україну. Заслужений майстер спорту СРСР.

## Біографія
Народилась у 1945 році у Грозному, Росія.
Після закінчення школи намагалася вступити до Першого Московського державного медичного університету імені І. М. Сєченова, але невдало склала останній іспит.
Через рік вступила до Київського національного університету імені Тараса Шевченка на факультет іноземної філології.
Після закінчення університету декілька років викладала англійську мову на економічному факультеті цього ж освітнього закладу. 
Заочно закінчила Львівський державний університет фізичної культури. Одним із викладачів (на той час) був Чукарін Віктор Іванович, завідувач кафедри гімнастики, семикратний олімпійський чемпіон.

## Спортивна кар'єра
Під час навчання та викладацької діяльності продовжувала займатися спортом. Тренером була Силаєва Ніна Миколаївна. У 60-ті роки Любов Середа вважалася однією з найкращих радянських гімнасток. 
1963, 1965, 1966, 1967, 1970 -  п’ятикратна абсолютна чемпіонка СРСР.
1967 і 1969 – чемпіонати світу, в особистому заліку завоювала шість нагород. 1971 – срібна призерка у складі команди (групові вправи). Багатократна чемпіонка України.

### Спортивні досягнення
- Чемпіонат СРСР 1963, 1965, 1966, 1967, 1970 - золото (багатоборство).
- Чемпіонат світу 1967 - бронза (багатоборство), золото (без предмету).
- Чемпіонат світу 1969 - срібло (багатоборство), срібло (м'яч), бронза (скакалка, обруч).
- Чемпіонат світу 1971 у групових вправах -  срібло.

## Викладацька діяльність
Після закінчення спортивної кар'єри працювала старшим тренером товариства «Буревісник», викладала в Київському Національному університеті фізичного виховання і спорту України, тренувала молодіжну збірну України.
У 1990 році переїхала до Москви. Працює тренером СДЮШОР № 25.